# Трапоцо (Анкона)
Трапоцо (итал. Trapozzo) насеље је у Италији у округу Анкона, региону Марке.
Према процени из 2011. у насељу је живело 30 становника. Насеље се налази на надморској висини од 350 м.